# Breaza
Breaza este un oraș în județul Prahova, Muntenia, România, format din localitățile componente Breaza de Jos (reședința), Breaza de Sus, Frăsinet, Gura Beliei, Irimești, Nistorești, Podu Corbului, Podu Vadului, Surdești și Valea Târsei. Conform legendei, numele provine de la „o ciobăniță brează”, adică ce avea o șuviță albă în părul negru. Toponimicul este de origine slavă, însemnând „mesteacăn” sau „pădure de mesteceni”. A fost declarată stațiune balneo-climaterică în anul 1928, calitatea aerului fiind comparată cu cea din Davos. Localitatea a fost menționată în anul 1667 ca o parte a averii Elenei Cantacuzino. Totuși, prima atestare documentară se consideră a fi cea din 1503 din Registrele Brașovului în care este amintit Neagoe din Breaza, un negustor. Breaza a funcționat ca vamă din 1834 până în anul 1852, când a fost mutată la Predeal.
Localitatea se află în zona subcarpatică, la o altitudine de 380–450 m, pe o terasă situată la o înălțime de 50–60 m deasupra albiei râului Prahova. Clima este specifică dealurilor Subcarpatice, înregistrându-se o temperatură medie de 19,6 °C și 129 de zile senine pe an. Flora și fauna sunt diverse, hidrografia compunându-se din râul Prahova și afluenții săi. Aici se află Colegiul Național Militar „Dimitrie Cantemir”.

## Legendă și origini
O legendă despre proveniența numelui de Breaza este consemnată în Marele Dicționar Geografic al României de George Ioan Lahovari. Conform acesteia, primul locuitor din zonă a fost un cioban care și-a construit o mică colibă pe o pășune. Soția lui a adormit într-o zi în timp ce laptele era pe foc, iar când laptele fierbinte s-a umflat, i-a căzut păstoriței pe obraz și i-a lăsat semn. Din cauza semnului, ceilalți păstori au poreclit-o Breaza și de la ea își trage numele localitatea.
Originea transilvăneană a populației din Breaza reiese din anumite nume întâlnite la unii localnici. Astfel, numele Focșeneanu, deținut de un număr semnificativ de familii, indică originea străbunilor lor din satul Focșa de lângă Făgăraș, iar numele Bran provine de la localitatea omonimă situată în apropierea Brașovului. Familia preotului Samson D. Popescu, născut în 1862 în Breaza de Sus, are ca strămoși pe sătenii din Dârstea Brașovului. Breaza este considerată una dintre cele mai importante așezări întemeiate de „...acești neobosiți oieri ungureni găsiți pretutindeni la muncă spornică și rodnică”. Un descendent al familiei Mănoiu din Fundata, județul Brașov, care și-a schimbat ulterior numele în Manolescu, afirmă că „Niță, unul din fiii lui Moș Mănoiu, care avea doisprezece ani când a sărit gardul (...) luându-și drumul spre ținuturile libere românești, ajungând la Breaza, unde se căsătorește cu Ana, fiica lui Oprea Vârtej.”
Portul popular este asemănător cu cel din Țara Făgărașului sau din Țara Bârsei, fiind utilizată aceeași cromatică: negrul și roșul. Portul femeiesc vechi sau costumul mocănesc se compune din patru piese principale: hondrocul (rochia) din dimie de culoare închisă, cu patru-șase clini și două-opt cerculețe pe poale; ia din pânză de in și cânepă împodobită cu râuri sau cu motive geometrice ori florale; leibărica, o haină scurtă din stofă de lână, fără mâneci pentru a se putea vedea broderiile iei; scurteica, de fapt o haină lungă până aproape de pământ. Dacă în broderia iei predomină roșul și negru, leibărica și scurteica au culori închise, vădind originea transilvăneană a costumului.
Jocul popular „Ca la Breaza” are note aproape identice cu jocul „Breaza” din Făgăraș, acestea având originea primară comună. Domnitorii munteni au stăpânit în secolele XIV-XVI Țara Făgărașului și Țara Amlașului, perioadă în care se trecea foarte des dintr-o parte în cealaltă a Carpaților.

## Istorie

### Documente ce atestă existența localității Breaza
Despre Breaza s-a amintit prima dată în anul 1431, când domn al Țării Românești era Alexandru I Aldea, unul din fiii lui Mircea cel Bătrân. Amănuntul este relatat într-un document din anul 1667, semnat și pecetluit de Elena Cantacuzino. În „catastih” se arată averea boieroaicei din care „satul Comarnic cu vecinii 262 și satul Breaza și Secăriile cu vecinii.... se vederează că sunt 236 de ani de când merge stăpânirea din neam în neam....” Registrele vigesimale Brașov din anul 1503 cuprind și Breaza, pe lângă alte localități prahovene cu care orașul făcea comerț, acestea menționându-l pe Neagoe din Breaza aflat la Brașov pentru negoț. Același Neagoe este prezent și în Hrisovul Domnesc datat în 27 mai 1510, semnat de Vlad cel Tânăr, care menționa: „Am dăruit domnia mea, acest de față hrisov, prea cinstitului jupân Neagoe al lui Drăghici cu fiii lui, să le fie Breaza toată”.
În anul 1711, domnitorul Constantin Brâncoveanu a confiscat toată averea ce se afla în posesia lui Gheorghe și Toma Cantacuzino, ca urmare a trădării acestora în timpul războiului ruso-turc. Prin acest act, el deținea și jumătate din „moșia Breaza”. În 1717, Nicolae Mavrocordat dăruiește lui Iordache Crețulescu „acest sat Breaza”, iar după anul 1892 localitatea ajunge în proprietatea lui Grigore Basarab Brâncoveanu, supranumit de locatari „Prințul Brâncoveanu”, care a avut soție pe Colette Cozianu, nepoata haiducului Iancu Jianu. Începutul secolului al XX-lea este legat de activitatea așa-numitelor „Case Naționale”, lăcașe de cultură întemeiate de generalul Ion Manolescu, preotul Vasile Opriș, meșterul Ion Aldea, printre alții.
La sfârșitul secolului al XIX-lea, teritoriul orașului era împărțit între două comune rurale, Breaza de Jos și Breaza de Sus, aflate în plaiul Prahova al județului Prahova. Comuna Breaza de Jos era formată din cătunele Breaza de Jos, Podu Vadului, Valea Lungă, Valea Târsei și Fricoasa, avea 3143 de locuitori, două școli (una de băieți cu 124 de elevi și una de fete, cu 16 eleve) și două biserici ortodoxe (una fondată în 1830 la Breaza de Jos și una fondată în 1818 la Podu Vadului). Locuitorii se ocupau în mică măsură cu agricultura, și în principal cu șindrilăria, dogăria, și cu fabricarea varului și a rachiului de prune. Comuna Breaza de Sus se afla în aceeași unitate administrativă și până la 1834 a fost punct de vamă între Țara Românească și Austria. Ea era compusă din satele Breaza de Sus, Gura Beliei, Nistorești și Surdești, având în total 2814 locuitori; o școală deschisă în 1864 (după ce începând cu 1850 localnicii deja plăteau un învățător) în care învățau 110 copii (dintre care 16 fete); și două biserici în satul Breaza de Sus (una din 1777 și alta din 1884). Și în comuna Breaza de Sus, localnicii se ocupau tot cu șindrilăria, dogăria, rotăria și dulgheria, desfăcându-și produsele la Ploiești și (în târgurile sărbătorilor mari din an) la târgul Moșilor de la București. La Gura Beliei exista și o fabrică de var hidraulic, ce era folosit în construcții pe post de substitut pentru ciment. La Breaza de Sus se afla palatul de vară al lui Gheorghe Bibescu, cu parc și heleșteu, folosit de acesta în timpul domniei; domeniul aparținuse anterior (pe la 1808) familiei Sărdarului Nicolae Saegiu, trecând abia în următoarele decenii în posesia casei Brâncovenilor.
În perioada interbelică, comunele au rămas separate, fiind parte a plasei Sinaia din județul Prahova. În 1950, la reforma administrativă comunistă, comunele au trecut în raionul Sinaia din regiunea Prahova. În 1952, localitățile Podu Vadului, Breaza de Jos și Breaza de Sus au fost contopite în unitatea administrativă denumită Breaza și declarată oraș, și arondată raionului Câmpina din regiunea Ploiești. Componența actuală o are din 1968, când a fost arondat județului Prahova.
Conform documentelor de arhivă, Breaza a fost în stăpânirea mai multor familii de boieri și dregători ai țării, printre care spătarul Drăghici și vistierul Udriște (anul 1538); Elina Cantacuzino, una din fiicele lui Radu Șerban, domn al Țării Românești între anii 1602-1611; marele postelnic Constantin Cantacuzino (1635); familia Cantacuzino; Gheorghe Bibescu, domn al Țării Românești (1842) (care a renovat castelul din Breaza de Sus); Grigore Basarab Brâncoveanu (1918).

### Importanța comercială
Breaza se situa pe unul din principalele patru drumuri ce lega centrele economice și politice din Transilvania și Țara Românească, atestate documentar, așa cum rezultă dintr-o scrisoare a voievodului muntean Vlad Țepeș adresată prietenilor săi din Brașov și din Țara Bârsei prin care îi anunța oficial că „a deschis pretutindeni drumurile pe la Rucăr și pe Prahova și pe Teleajen și pe Buzău”. Alături de drumuri existau și nouă poteci de trecere spre Țara Bârsei din care una era „...pe la satul Breaza, prin muntele Gurguiata”. Începând din luna mai 1790, „drumul Prahovei” a obținut recunoașterea oficială ca drum comercial de mare importanță, Divanul Țării Românești luând o hotărâre în acest sens.

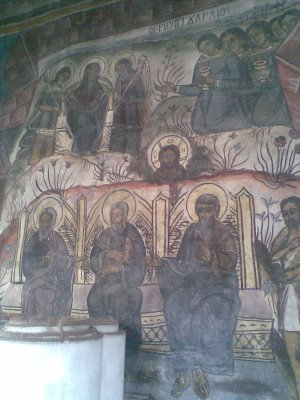
Secțiune din interiorul Bisericii „Sf. Nicolae” din Breaza

Din anul 1834, prin dispoziția domnului Alexandru Ghica, a funcționat vama în Breaza de Sus, fiind mutată de la Câmpina. Aceasta era amplasată pe locul actualei Case de Cultură, stația de poștă fiind în apropiere, pe lângă strada Morii. După anul 1852 a fost relocalizată la Predeal, pe locul fostului parc al orașului. În această perioadă, așezarea făcea legătura între Transilvania și Muntenia, înregistrând o dezvoltare considerabilă, marcată în special prin construirea de noi hanuri (13), vestigii ale acestora rămânând până în timpul celui de-al Doilea Război Mondial.

### Monumente istorice
- Biserica Sfântul Nicolae, finalizată în 1777, în timpul domniei lui Ioan Alexandru Ipsilante Voievod. În interior se pot vedea unele cărți cu valoare istorică cum ar fi: Evanghelia greco-romană, Apostol tipărit în 1760, un Penticostar și un Liturghier din 1792.[14][23]
- Biserica ctitorită în 1830 cu hramul sfântul Gheorghe, ce a fost zidită în timpul domniei lui Grigore Dimitrie Ghica Voievod.[14]
- Castelul Brâncoveanu, care a fost conacul lui Toma Cantacuzino, unde au locuit o vreme Martha Bibescu și Anne de Noailles, născută Brâncoveanu. În vremurile recente, cu unele modificări de structură, vechiul conac a fost transformat în hotel.[24]. În data de 9 ianuarie 2022, Primăria Orașului Breaza a reușit achiziționarea acestui monument istoric, împreună cu întreaga suprafață de teren aferentă (23.395 metri pătrați). Această achiziție  reprezintă un pas extrem de important pentru protejarea valorilor istorice.[25]

### Stema
Stema orașului Breaza a fost aprobată de Guvernul României la 28 iulie 2005 prin hotărârea nr. 840 publicată în Monitorul Oficial nr.708 din 5 august 2005. Aceasta se compune dintr-un scut triunghiular cu marginile rotunjite, tăiat de o fâșie de argint. În partea superioară se găsește portalul de la intrarea curții familiei Brâncoveanu, de argint, surmontat de o coroana de Principe al Sfântului Imperiu (titlul acordat domnitorului Constantin Brâncoveanu în anul 1695). În a doua partiție, pe un fundal albastru, deasupra unei terase verzi, se află Crucea Eroilor de pe dealul Gurga. Pe scut se află o coroană murală de argint cu trei turnuri crenelate, ce simbolizează statutul de oraș.

#### Semnificațiile elementelor însumate
Portalul de la intrarea curții familiei Brâncoveanu face referire la fosta moșie Breaza, stăpânită mai multe secole de această familie și care este în prezent vatră a actualei așezări. Coroana de principe al Sfântului Imperiu simbolizează titlul acordat domnitorului Constantin Brâncoveanu în anul 1695.
Crucea Eroilor de pe dealul Gurga este monumentul reprezentativ al localității și semnifică jertfa celor 365 de eroi, fii ai localității Breaza, care au luptat în Războiul de Independență (1877-1878) și în Primul Război Mondial din 1914 - 1918.
Coroana murală cu trei turnuri crenelate semnifică faptul ca localitatea are rangul de oraș.

## Geografie

### Coordonate geografice și caracteristici geologice

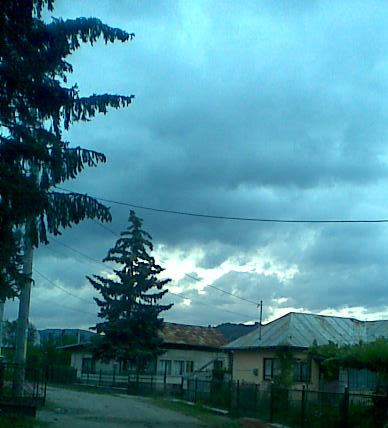
Peisaj de pe o stradă a cartierului Podu Vadului

Orașul Breaza este poziționat pe coordonatele de 25°40' longitudine estică și 45°10' latitudine nordică, între localitățile Comarnic (la nord) și Câmpina (la sud), iar la est și vest se află două șiruri de dealuri subcarpatice, ce constituie o prelungire spre sud a munților. Este situat în nord-vestul județului Prahova, în partea de sud a Munților Bucegi, în plină zonă subcarpatică, la o altitudine de 380–450 m. Se întinde pe o distanță de 11 km pe o terasă ce se află la o înălțime de 50–60 m deasupra albiei râului Prahova și este înconjurat de dealuri ce depășesc 700 de metri altitudine (Gurga - 743 m, Lazului, Vrăbiești, Strajiștea și Răgman). Breaza este situat la o depărtare de 103 km de București, 67 km de Brașov și 45 km nord-vest de Ploiești.
Accesul în această localitate se poate face pe calea ferată - între Ploiești (38 km) și Sinaia (25 km) sau pe șoseaua DN 1, între Ploiești (43 km) și Sinaia (24 km). Orașul este divizat în: Podu Vadului, Irimești, Surdești, Valea Morii, Valea Târsei, Breaza de Jos, Breaza de Sus, Ograda, Gura Beliei, Frăsinet, Nistorești, Podu Corbului, Gurgi, Corbeni și Capu Câmpului. Albia râului Prahova străbate localitatea de la nord la sud și desparte cartierele Podu Corbului, Nistorești și Frăsinet.

    
Din punct de vedere geologic, terasa este alcătuită din depozite miocene de gresii printre care se intercalează pachete de gipsuri, precum și conglomerate de argile bentonitice, marne compacte, calcaroase. La partea inferioară a gipsurilor apar frecvent gresiile, microconglomerate sau conglomerate ce devin predominante, alcătuind așa-numita „stivă” cunoscută sub numele de „conglomeratele de la Brebu”.

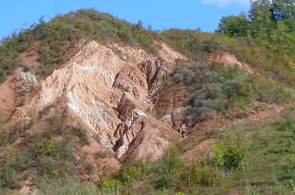
Marnele roșii din Gura Beliei

 Acestea se întâlnesc începând din nordul gării din Breaza, în amonte, până în dreptul cartierului Nistorești. Depozitele de fliș, alcătuite din argile verzi, marne cenușii și gresii calcaroase verzui, se găsesc în partea de nord a localității, în special în cartierul Gura Beliei. Argilele acestea fac trecerea spre un pachet de marne compacte, calcaroase, roșii și verzi – marnele de Gura Beliei.
Pe teritoriul orașului au existat două brațe ale Mării Tetis. Unul era situat în apropierea munților, iar celălalt era poziționat mai la sud. Acestea au fost izolate în timp, fiind ulterior umplute de depozite mai recente, formându-se o zonă mai joasă în latura sudică a munților, sona rocilor sedimentare tinere, care aparține neogenului, la care s-au adăugat cele din cuaternar, dar și cutarea miopliocenă. Gipsul și sarea se găsesc pe versanții dealurilor Gurga și Răgman.

### Climă, floră și faună

#### Climă
Clima orașului Breaza este una temperat-continentală, specific zonelor deluroase, cu ierni mai blânde și veri răcoroase, media anuală a temperaturilor fiind de 9,3 °C. Cea mai rece lună a anului este ianuarie cu o medie de -1,9 °C, iar cea mai caldă este iulie, temperaturile înregistrând în această lună o medie de 19,6 °C. Umiditatea relativă a aerului este mai mică vara (62-72%) si maximă iarna (76-80%). Evolutia aproximativ uniformă a umiditații aerului se datorează poziției apropiate de zonele înalte din jur și vegetației bogate, deși uneori pot exista influențe asupra valorilor de umiditate datorită răcirilor radiative din nopțile senine sau ca urmare a apariției fenomenului de inversiune termică. Numarul mediu de zile cu cer senin este cuprins intre 8,1 zile în februarie și 15,6 zile în august, înregistrând un total anual mediu de 129,3 zile. Precipitațiile ating 550–600 mm anual, minimul înregistrându-se în februarie și maximul în iunie. Nebulozitatea în această zonă oscilează între 5,5 și 6 zecimi. Aerul localități este comparat deseori cu cel al stațiunii Davos din Alpii Elvețieni de Nord-Est. Circulația sa predominantă este pe direcția N-S, fiind influențată de orientarea Văii Prahovei și a așezării dealurilor și a principalilor versanți muntoși din vecinătate.
Spre deosebire de clima stațiunilor montane de pe valea superioară a Prahovei, mai umedă și mai rece, deci reumatogenă, cea a Brezei este o bioclimă sedativ indiferentă, înregistrându-se și câteva influențe montane.

##### Factorii naturali de cură
Breaza este stațiune balneo-climaterică din anul 1928. Calitatea aerului localității se datorează ozonului și ionilor negativi, cu efect terapeutic. În oraș și în împrejurimi există un bioclimat puternic stimulent, caracterizat prin valori joase ale presiunii atmosferice, aerul fiind și deosebit de bogat în radiații ultraviolete, datorat îndeosebi purității sale.
Regimul de cură în stațiune este recomandat în: nevroză astenică, sindroame neuro-astenice, boli endocrinometabolice (diabet zaharat, hipertiroidie și dislipidemii), turburări circulatorii periferice, hipertensiune arterială, afecțiuni ale căilor respiratorii, anemii, etc. Analizând izvoarele cu apă minerală, Institutul de Balneofizioterapie din București a stabilit că sunt sulfuroase, sulfatate, calcice, sodice, hipotone, fiind utilizate pentru tratament balnear ale unor afecțiuni cum ar fi nevroze, a bolilor cardio-vasculare, respiratorii, hepatobiliare. Acestea sunt cunoscute pe plan local din 1883, deoarece generalul rus Pavel Kiseleff trimitea aici la tratament soldații bolnavi. Izvoarele din oraș au primit în 1873, la Expoziția de la Viena, Diploma de Onoare pentru calități terapeutice deosebite.

#### Flora și fauna

Vedere panoramică a orașului; se pot observa mici porțiuni din pădurile de foioase

Din totalul de cca 4920 ha cât măsoară suprafața orașului Breaza, cca 1400 ha sunt acoperite cu livezi de pomi fructiferi, 1050 ha cu vegetație forestieră iar pe o întindere de peste 1800 ha se desfășoară pășunile și fânețele.
Parcul „Brâncoveanu” în anul 1999 măsura 6 hectare și era încadrat, de către specialiștii Muzeului Județean de Științele Naturii Prahova, drept obiectiv cu regim de protecție strictă. Acesta deține un patrimoniu botanic secular: paltin argintiu, stejar roșu american și alte specii arboricole.
Poziția geografică a orașului îi conferă un cadru vegetal bogat, în special în păduri de foioase. Printre plantele ce trăiesc în acestea se numără plopul, socul, măceșul și frasinul ale căror muguri, flori, frunze sau fructe sunt recunoscute din cele mai vechi timpuri ca „leacuri” și tratamente pentru diverse afecțiuni.
La marginea pădurilor sau în luminișuri se pot întâlni și plante erbacee: ciuboțica cucului, brândușa, fragi, măcrișul, trifoiul, izma, coada calului, pipirigul, rogozul, chimenul sau chimionul, coada șoricelului, mușețelul, pătlagina, și iarba ciutei. Cele mai multe sunt plante a căror valoare terapeutică este de multă vreme recunoscută, ele ajutând la ameliorarea sau tratarea unor boli.
Aceste locuri se caracterizează și prin diversitatea și bogăția faunei care populează pădurile, pajiștile, poienile și tufișurile din zonă. Se pot întâlni: căprioare, urși, lupi, mistreți, iepuri, vulpi, pisici sălbatice, viezuri, nevăstuici, veverițe și dihori.
Condițiilor naturale favorabile le corespund o faună ornitologică variată și bogată: rândunica, cucul, pupăza, ciocănitoarea, vrabia, pițigoiul, cintezoiul, mierla, sturzul și ciocârlia sunt bine reprezentate pe teritoriul orașului.
De asemenea există și o faună ihtiologică în apele localității Breaza.

## Demografie
Componența etnică a orașului Breaza
     Români (89,7%)
     Alte etnii (0,18%)
     Necunoscută (10,12%)
Componența confesională a orașului Breaza
     Ortodocși (87,77%)
     Alte religii (1,41%)
     Necunoscută (10,81%)
Conform recensământului efectuat în 2021, populația orașului Breaza se ridică la 14.871 de locuitori, în scădere față de recensământul anterior din 2011, când fuseseră înregistrați 15.928 de locuitori. Majoritatea locuitorilor sunt români (89,7%), iar pentru 10,12% nu se cunoaște apartenența etnică. Din punct de vedere confesional, majoritatea locuitorilor sunt ortodocși (87,77%), iar pentru 10,81% nu se cunoaște apartenența confesională.

### Evoluție istorică
În orașul Breaza au fost descoperite vestigii din neolitic, epoca bronzului și epoca hallstattiană. Populația acestei localități a cunoscut o importantă creștere după ce localitatea a fost declarată ca vamă pentru negustori, devenind în jurul anului 1900 cea mai populată așezare subcarpatică. La primul recensământ după atestarea sa documentară, Breaza avea 11 122 de locuitori, urmând ca 10 ani mai târziu, la 15 martie 1966, populația să crească cu mai mult de o mie de locuitori. În 1997 s-a înregistrat o creștere importantă a locatarilor, 17 583 de oameni având reședința în acest oraș. La recensământul din 1992, Breaza a înregistrat 19 329 de locuitori, acesta fiind numărul maxim până în acest moment. Natalitatea în oraș este negativă, cele mai afectate cartiere fiind Podu Vadului și Valea Târsei.
|  | Graficele sunt indisponibile din cauza unor probleme tehnice. Mai multe informații se găsesc la Phabricator și la wiki-ul MediaWiki. |

Date: Recensăminte sau birourile de statistică - grafică realizată de Wikipedia

## Politică și administrație
Orașul Breaza este administrat de un primar și un consiliu local compus din 17 consilieri. Primarul, Bogdan Cristian Novac[*], de la Partidul Național Liberal, este în funcție din 2020. Începând cu alegerile locale din 2024, consiliul local are următoarea componență pe partide politice:
|  | Partid                                    | Consilieri | Componența Consiliului | Componența Consiliului | Componența Consiliului | Componența Consiliului | Componența Consiliului | Componența Consiliului | Componența Consiliului | Componența Consiliului | Componența Consiliului | Componența Consiliului | Componența Consiliului |
|  | ----------------------------------------- | ---------- | ---------------------- | ---------------------- | ---------------------- | ---------------------- | ---------------------- | ---------------------- | ---------------------- | ---------------------- | ---------------------- | ---------------------- | ---------------------- |
|  | Partidul Național Liberal                 | 11         |                        |                        |                        |                        |                        |                        |                        |                        |                        |                        |                        |
|  | Partidul Social Democrat                  | 3          |                        |                        |                        |                        |                        |                        |                        |                        |                        |                        |                        |
|  | Alianța pentru Unirea Românilor           | 2          |                        |                        |                        |                        |                        |                        |                        |                        |                        |                        |                        |
|  | Alianța Dreapta Unită Usr - Forța Dreptei | 1          |                        |                        |                        |                        |                        |                        |                        |                        |                        |                        |                        |

## Cultură și educație

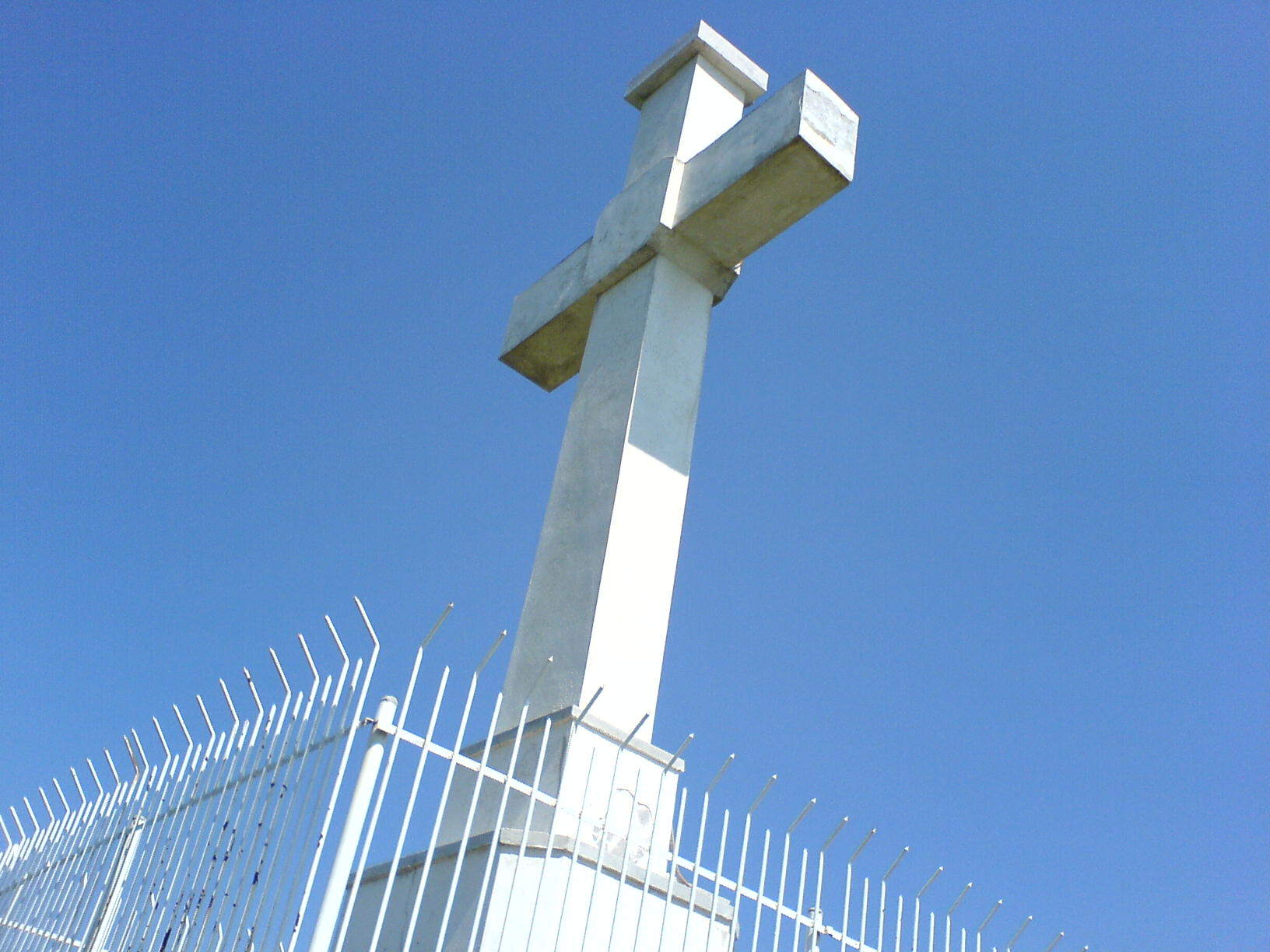
Crucea Eroilor de pe Dealul Gurga

Patrimoniul cultural este alcătuit din Casa de Cultură Ion Manolescu, unde se află Biblioteca orășenească și expoziția cu lucrări de artă din colecția Nicolae Bărăscu, Fundația culturală Ion Manolescu, Conacul Toma Cantacuzino situat în parcul orașului, clădire ctitorită de spătarul Toma Cantacuzino în secolul XVII cu ajutorul unor meșteri locali, 5 biserici din care 3 sunt monumente arhitecturale (Biserica Sf. Nicolae, Biserica Sf. Gheorghe și Biserica Schimbarea la față construită în anul 1892), Crucea Eroilor (de 11 m înălțime) situată pe de Dealul Gurga și ridicată în 1930 în memoria celor 365 de brezeni care au luptat în Războiul de Independență și în Primul Război Mondial, Monumentul Eroilor (obelisc cu vultur) din Breaza de Jos, tripticele „Cinstiți
memoria înaintașilor” din Breaza de Sus și Capu Câmpului, case de peste 100 de ani care păstrează stilul muntenesc autentic și specificul zonei subcarpatice (cu beciuri înalte și foișoare), acestea reprezentând și principalele obiective turistice.
Arta populară a fost reprezentată din doua jumătate a secolului al XX-lea de lucrările desfășurate din anul 1948 până în prezent de Cooperativa Meșteșugărească „Arta casnică”, angajatele lucrând porturi populare românești din Valea Superioară a Prahovei. Instituția a obținut în anul 1986, la Târgul Internațional de la München, Medalia de Aur pentru produsele expuse. Dansul „Ca la Breaza” este specific acestei zone, Gheorghe Zamfir fiind unul dintre interpreții melodiei ce îl acompaniază.
În orașul Breaza există cinci școli generale, opt grădinițe, Liceul Teoretic „Aurel Vlaicu”, Colegiul Militar „Dimitrie Cantemir”, Grupul Școlar „Spiru Haret” (fost UCECOM) și Școala Specială. În perioada 2000-2001, au fost înscriși 2818 de elevi în aceste instituții de învățământ, numărul lor scăzând în ultimul an, efectivul ajungând la 1 500 de elevi.

## Economie
În anul 2009, Breaza a obținut un buget local în valoare de 21 de miliarde de ROL, pentru finanțarea celor 11 proiecte de hotărâre. Cea mai mare sumă (2 milioane ROL) va fi investită în modernizarea instituțiilor de învățământ, iar alți 1 500 000 de lei vechi au fost aprobați pentru reabilitarea unor străzi, extinderea conductei de distribuție a apei potabile și crearea unor spații de agrement. Investiții importante sunt în domeniul turistic și imobiliar, în oraș existând numeroase imobile cu oferte de cazare. Gradul maxim de ocupare al acestora de către turiști este de 40-45% pe parcursul unui an. Conform revistei Capital, achiziționarea unui teren în aceasta zona poate fi foarte profitabil pe termen lung.
Hidrojet S.A. este cea mai mare unitate economică din Breaza. Compania a fost înființată în 1974, ca filiala a Mefin Sinaia și a devenit independentă în urma unei decizii guvernamentale din 1990, având ca profil proiectarea, producția și comercializarea componentelor de injecție diesel, echipamentelor hidraulice și pieselor turnate. Timp de zece ani, produsele companiei au fost realizate sub licența Bosch. În 2005, Hidrojet Breaza a afișat pierderi de 5,84 milioane ROL și o cifră de afaceri de 34,64 milioane ROL. La sfârșitul aceluiași an avea 1 553 de angajați, iar suprafața de producție era de 86 000 mp. Hidrojet este unul dintre cei mai importanți producători în domeniu de pe piața Europei de Est, în anul 2008 intrând însă în procedură de insolvență, riscând să dea faliment pentru neplata datoriilor.

### Transport
Accesul în oraș se poate realiza pe drumul național DN1 între kilometrul 95,5 și kilometrul 106,5. Această rută corespunde cu drumul european 60 (E60) ce leagă orașele Hamburg și Varna. Breaza dispune de două gări, la Breaza Nord, la Breaza Centru și o haltă la Nistorești. Magistralele feroviare sunt liniile II (București - Arad - Curtici), III (București - Oradea - Episcopia Bihorului), IV (București - Satu Mare - Halmeu).

## Sport
Clubul de golf „Lac de Verde” a fost înființat în anul 2000, fiind primul din România și a necesitat o investiție inițială de 18,5 milioane de euro. Terenul de golf are o suprafață de 25 de hectare și atrage anual peste 500 de jucători, atât români, cât și străini. Un alt sport bine reprezentat este fotbalul. Echipa CS Tricolorul Breaza evoluează în Liga a III-a, reușind după un turneu de baraj promovarea în Liga a II-a, pentru un sezon, după care a retrogradat din nou și a fuzionat cu o echipă din Iași și s-a mutat în orașul din Moldova. Mai există două alte echipe:  S.C. Hidrojet S.A. Breaza și echipa Colegiului Militar „Dimitrie Cantemir”.

## Orașe înfrățite
- Give, Danemarca[4]
- Kawasaki, Japonia[4]
- Pionki, Polonia[4]
- Poggio Mirteto, Italia[75]